# Summer Festival 2014
La seconda edizione del Summer Festival (denominata Coca-Cola Summer Festival) è andata in onda ogni lunedì dal 7 al 28 luglio 2014 su Canale 5 e in radio su RTL 102.5 per quattro puntate con la conduzione di Alessia Marcuzzi, affiancata da Angelo Baiguini e Rudy Zerbi. Le puntate sono state registrate tra il 25 e il 30 giugno 2014. La radio trasmetteva in diretta l'evento, arricchito da alcune interviste agli artisti partecipanti.

## Giovani
| Cantante           | Brano in gara            | Puntate | Puntate | Puntate | Puntate |
| Cantante           | Brano in gara            | 1       | 2       | 3       | 4       |
| Santa Margaret     | Riderò                   | N.D.    |         | N.D.    |         |
| Timothy Cavicchini | Fondamentalmente         |         | N.D.    | N.D.    |         |
| Raige              | Ulisse                   | N.D.    | N.D.    |         |         |
| Ginta Biku         | Unsaid                   | N.D.    | N.D.    |         | N.D.    |
| Marco Sbarbati     | Se                       | N.D.    |         | N.D.    | N.D.    |
| Violetta           | Il primo giorno d'estate |         | N.D.    | N.D.    | N.D.    |

Vincitori delle singole puntate
- Puntata 1: Timothy Cavicchini - Fondamentalmente
- Puntata 2: Santa Margaret - Riderò
- Puntata 3: Raige - Ulisse
- Puntata 4 - Vincitore assoluto: Santa Margaret - Riderò

## Big
| Artista            | Esibizione                                              | Puntate | Puntate | Puntate | Puntate |
| Artista            | Esibizione                                              | 1       | 2       | 3       | 4       |
| Cris Cab           | Liar Liar                                               | N.D.    |         | N.D.    |         |
| Francesco Renga    | Il mio giorno più bello nel mondo                       |         |         |         |         |
| Gigi D'Alessio     | Occhi nuovi e Ora                                       |         |         |         |         |
| Emis Killa         | Maracanã                                                |         | N.D.    |         |         |
| Gabry Ponte        | Buonanotte giorno e La fine del mondo                   |         | N.D.    |         |         |
| Gianluca Grignani  | Non voglio essere un fenomeno                           |         | N.D.    |         |         |
| Tiromancino        | Immagini che lasciano il segno                          |         |         | N.D.    |         |
| Annalisa           | Sento solo il presente                                  | N.D.    | N.D.    |         |         |
| Arisa              | Controvento e La cosa più importante                    | N.D.    | N.D.    |         |         |
| Bianca Atzei       | Non puoi chiamarlo amore                                | N.D.    | N.D.    |         |         |
| Nek                | Hey Dio                                                 | N.D.    |         | N.D.    |         |
| Noemi              | Don't Get Me Wrong                                      | N.D.    |         | N.D.    |         |
| Emma               | Amami e La mia città                                    |         |         | N.D.    | N.D.    |
| Dolcenera          | Niente al mondo                                         |         |         |         | N.D.    |
| Alessandra Amoroso | Non devi perdermi e Bellezza, incanto e nostalgia       |         |         |         | N.D.    |
| Anna Tatangelo     | Muchacha                                                |         |         | N.D.    | N.D.    |
| Club Dogo          | Weekend                                                 | N.D.    |         |         | N.D.    |
| Dear Jack          | La pioggia è uno stato d'animo e Domani è un altro film |         |         | N.D.    | N.D.    |
| Deborah Iurato     | Anche se fuori è inverno                                |         |         | N.D.    | N.D.    |
| Giusy Ferreri      | Inciso sulla pelle                                      |         | N.D.    |         | N.D.    |
| Moreno             | Prova microfono e Sempre sarai                          |         | N.D.    |         | N.D.    |
| Alessandro Casillo | Fuoco nell'Antartide                                    | N.D.    | N.D.    | N.D.    |         |
| Antonio Maggio     | Stanco                                                  |         | N.D.    | N.D.    | N.D.    |
| Charlie Winston    | Hello alone                                             | N.D.    | N.D.    |         | N.D.    |
| Clean Bandit       | Extraordinary e Rather Be                               | N.D.    | N.D.    | N.D.    |         |
| Denny LaHome       | Para paradiso                                           | N.D.    | N.D.    | N.D.    |         |
| Enrico Ruggeri     | In un paese normale (con Ale e Franz)                   |         | N.D.    | N.D.    | N.D.    |
| Francesco Sarcina  | Giada e le mille esperienze                             | N.D.    | N.D.    |         | N.D.    |
| Il Cile            | Sole cuore alta gradazione                              | N.D.    | N.D.    | N.D.    |         |
| Imany              | Try Again                                               | N.D.    | N.D.    |         | N.D.    |
| Talisco            | Your Wish                                               | N.D.    | N.D.    |         | N.D.    |
| Jarabe de Palo     | Somos                                                   | N.D.    | N.D.    | N.D.    |         |
| Kiesza             | Hide away                                               | N.D.    |         | N.D.    | N.D.    |
| Marco Carta        | Splendida ostinazione                                   | N.D.    |         | N.D.    | N.D.    |
| Elisa              | Pagina bianca                                           | N.D.    |         | N.D.    | N.D.    |
| Max Pezzali        | L'universo tranne noi e Sei fantastica (con Emis Killa) | N.D.    |         | N.D.    | N.D.    |
| Modà               | Dove è sempre sole                                      |         | N.D.    | N.D.    | N.D.    |
| Mr. Probz          | Waves                                                   | N.D.    | N.D.    |         | N.D.    |
| Nico & Vinz        | Am I wrong                                              | N.D.    | N.D.    | N.D.    |         |
| Ozark Henry        | Godspeed you e I'm your sacrifice                       | N.D.    |         | N.D.    | N.D.    |
| Paolo Simoni       | 15 agosto e Che stress                                  | N.D.    |         | N.D.    | N.D.    |
| Roby Facchinetti   | Ma che vita la mia                                      | N.D.    | N.D.    |         | N.D.    |
| Rocco Hunt         | Nu juorno buono e Vieni con me                          |         | N.D.    | N.D.    | N.D.    |
| Saule              | Dusty Men                                               | N.D.    | N.D.    |         | N.D.    |
| Syria              | Odiare                                                  | N.D.    |         | N.D.    | N.D.    |
| Valerio Scanu      | Lasciami entrare                                        | N.D.    |         | N.D.    | N.D.    |

## Classifiche
| Posizione | Puntata 1                          | Puntata 2                                           | Puntata 3                                           | Puntata 4                                           |
| --------- | ---------------------------------- | --------------------------------------------------- | --------------------------------------------------- | --------------------------------------------------- |
| 1         | Emma - La mia città                | Dolcenera - Niente al mondo                         | Alessandra Amoroso - Non devi perdermi              | Cris Cab - Liar Liar                                |
| 2         | Emis Killa - Maracanã              | Dear Jack - La pioggia è uno stato d'animo          | Dolcenera - Niente al mondo                         | Annalisa - Sento solo il presente                   |
| 3         | Dear Jack - Domani è un altro film | Francesco Renga - Il mio giorno più bello nel mondo | Annalisa - Sento solo il presente                   | Emis Killa - Maracanã                               |
| 4         | Modà - Dove è sempre sole          | Marco Carta - Splendida ostinazione                 | Gianluca Grignani - Non voglio essere un fenomeno   | Gabry Ponte - La fine del mondo                     |
| 5         | Dolcenera - Niente al mondo        | Elisa - Pagina bianca                               | Francesco Renga - Il mio giorno più bello nel mondo | Francesco Renga - Il mio giorno più bello nel mondo |

## #dilloconunacanzone
Dal 7 luglio, data del debutto del programma, dal lunedì al venerdì su Italia 1 alle 14.00 va in onda #dilloconunacanzone. In questa striscia di 5 minuti Rudy Zerbi passeggia per le vie di Roma e, intervistando i passanti, chiede loro di dedicare un pensiero a qualcuno attraverso una canzone. Una coppia di persona per puntata è inoltre protagonista di un gioco: ognuno dei due deve dedicare un pensiero all'altro scegliendo tra quelli scritti sulle bottiglie di Coca Cola presenti su un tavolo.
Questo è infine l'hashtag della manifestazione.

## Ascolti
| Puntata | Registrazione  | Messa in onda  | Telespettatori | Share  | Ospiti           |
| ------- | -------------- | -------------- | -------------- | ------ | ---------------- |
| 1       | 25 giugno 2014 | 7 luglio 2014  | 3 969 000      | 19,85% | Laura Pausini    |
| 2       | 26 giugno 2014 | 14 luglio 2014 | 3 199 000      | 15,61% | Elisa            |
| 3       | 27 giugno 2014 | 21 luglio 2014 | 3 088 000      | 15,97% | Biagio Antonacci |
| 4       | 30 giugno 2014 | 28 luglio 2014 | 2 987 000      | 15,86% | Fiorella Mannoia |
| Media   | Media          | Media          | 3 310 000      | 16,82% |                  |

- Nota: gli ospiti presenti non partecipano alla gara dei Big, in quanto giurati delle gare tra i giovani.